# Кошин (Бразилия)
Кошин (порт. Coxim) — муниципалитет в Бразилии, входит в штат Мату-Гросу-ду-Сул. Составная часть мезорегиона Северо-центральная часть штата Мату-Гроссу-ду-Сул. Входит в экономико-статистический микрорегион Алту-Такари. Население составляет 31 797 человек на 2007 год. Занимает площадь 6411,552 км². Плотность населения — 4,95 чел./км².

## История
Город основан 11 апреля 1898 года.

## Статистика
- Валовой внутренний продукт на 2005 год составляет 263 721 000,00 реалов (данные: Бразильский институт географии и статистики).
- Валовой внутренний продукт на душу населения на 2005 год составляет 7986,00 реалов (данные: Бразильский институт географии и статистики).
- Индекс развития человеческого потенциала на 2000 год составляет 0,780 (данные: Программа развития ООН).

## География
Климат местности: тропический.